# 喜多道矩
喜多 道矩（きた どうく、生年不詳 - 寛文3年9月13日（1663年））は、江戸時代前期の黄檗画像（黄檗僧の頂相）の画家。
通称長兵衛。

## 略伝
隠元隆琦に随って渡来した明画人の楊道真に師事し、黄檗画像の技法を学んだ。はじめ長崎で隠元・即非・木庵の頂相を画き、「隠元かきの長兵衛」と称された。明暦3年2月（1657年）の木庵自賛像が確認できる最も早い時期の作品である。作品には「長」の印を用いている。寛文元年（1661年）、隠元の萬福寺晋山に随って黄檗山に上った。同3年に没して黄檗山万松岡に葬られた。子の喜多元規は黄檗画像の代表的画家となった。

## 参考文献

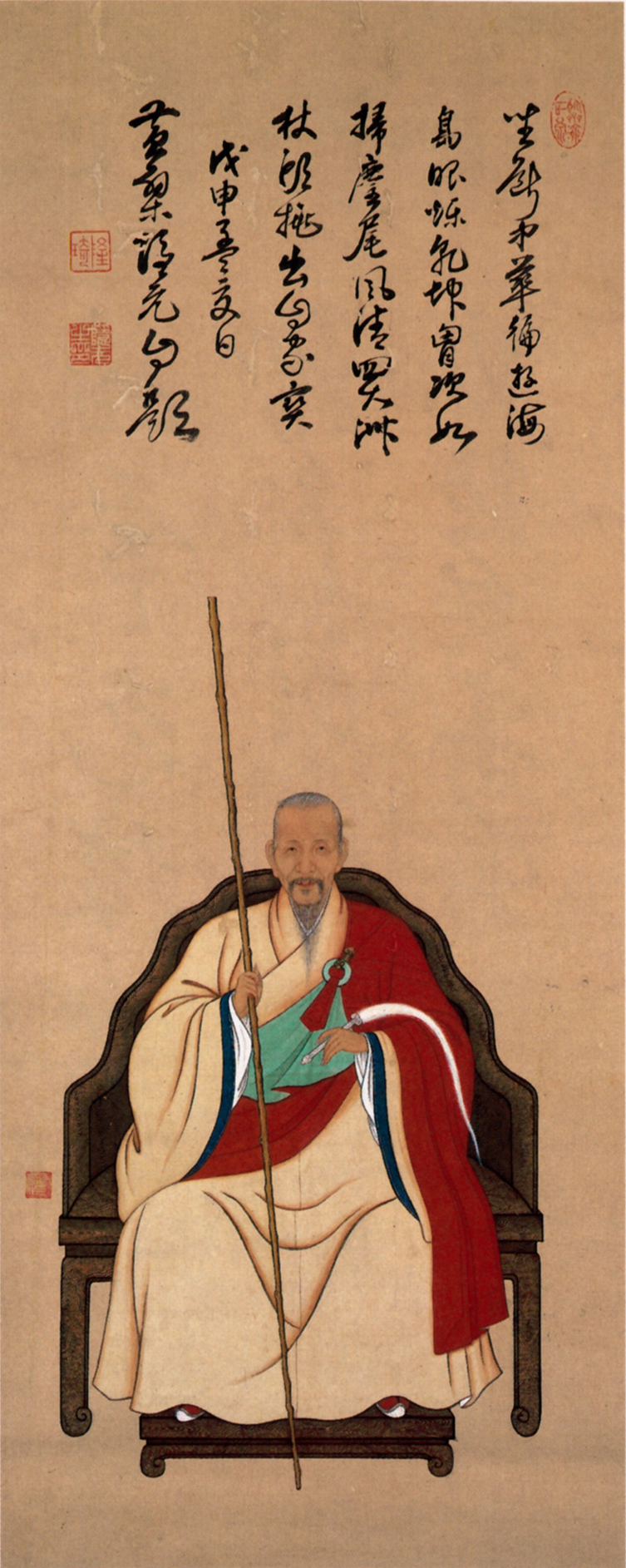
隠元像

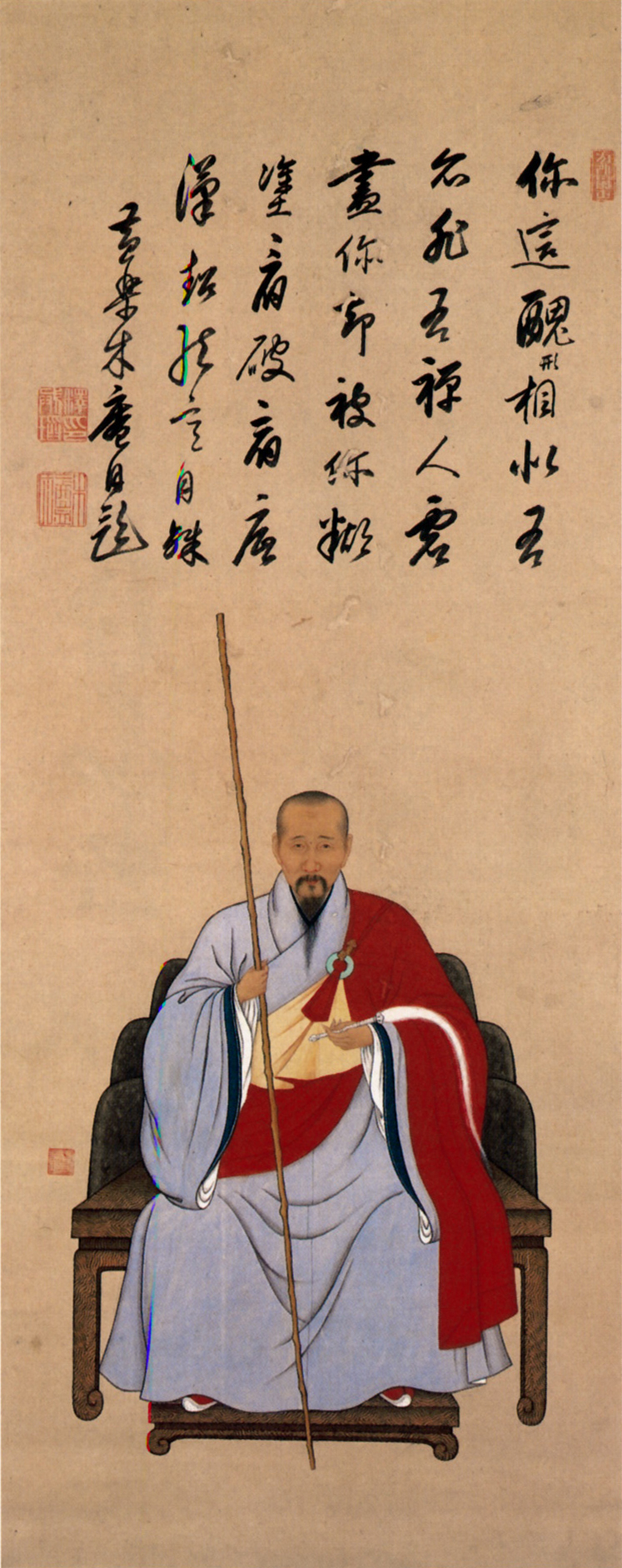
木庵像

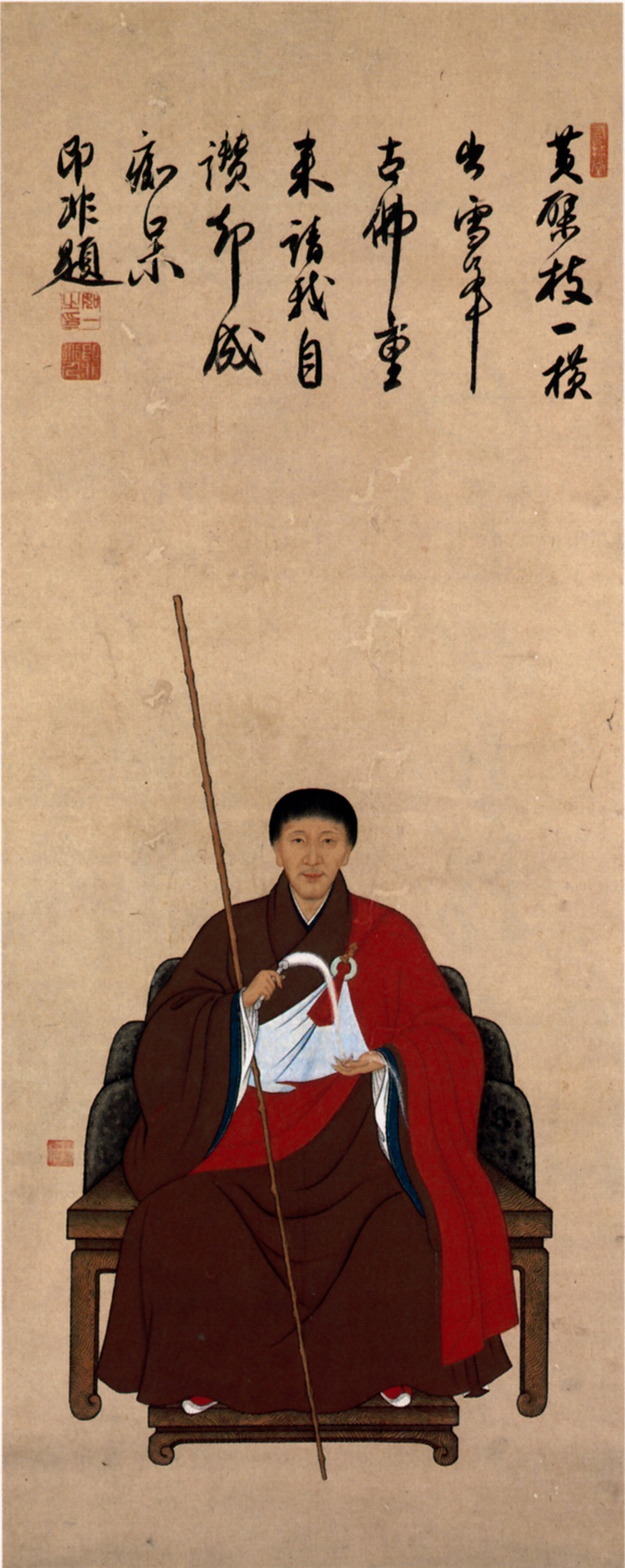
即非像

## 註
1. ↑  「隠元禅師騎獅像」（護国山東輪寺（名古屋市中区松原）蔵）に「崎邑仏弟子喜多宗雲」の落款と「長」の印章があり、従来喜多長兵衛の作品と考えられてきたが、作風が異なることから元規とは別人物であると見なされている。